# Liste Bremer Parkanlagen
In der Liste Bremer Parkanlagen sind für die Stadt Bremen folgende 70 Park-, Grün- und öffentliche Gartenanlagen enthalten:
Der größte Park ist der Park links der Weser gefolgt vom Bürgerpark. Die meisten Parkanlagen sind in Oberneuland. Kleingartenanlagen, von denen viele auch Kleingartenparks sind, und reine Bremer Naturschutzgebiete wurden hier nicht mit einbezogen.
Liste:

| Bild | Name                                 | Lage                                         | Angelegt ab      | Größe in Hektar |
| ---- | ------------------------------------ | -------------------------------------------- | ---------------- | --------------- |
|      | Achterdiekpark                       | Oberneuland                                  | 1975             | 8               |
|      | Allmers Park                         | Horn-Lehe / Horn                             |                  |                 |
|      | Alte Ochtum, Grünanlage              | Huchting / Grolland                          | 1833             |                 |
|      | Grünanlage Arsten Süd-West           | Obervieland / Arsten, Kattenesch             | 2003             |                 |
|      | Bahrsplate                           | Blumenthal                                   | 1903             |                 |
|      | Blanker Hans                         | Huchting / Kirchhuchting                     | 1962             |                 |
|      | Grünanlagen Blockdiek                | Osterholz / Blockdiek                        | 20. Jh.          | 13              |
|      | Bömers Park                          | Burglesum / St. Magnus                       | 19. Jh.          | ~ 0,9           |
|      | Böses Park                           | Huchting / Kirchhuchting                     | 1900, 1923, 2005 | ~ 0,6           |
|      | Botanischer Garten                   | Horn-Lehe / Horn                             | 1937             |                 |
|      | Buntentorsfriedhof                   | Neustadt / Buntentor                         | 1822             | 3,2             |
|      | Bürgerpark und Stadtwald             | Schwachhausen                                | 1866             | 200             |
|      | Dillener Park                        | Blumenthal / Rönnebeck                       |                  | 1               |
|      | Landschaftsgarten Egestorff-Stiftung | Osterholz                                    | 1840             |                 |
|      | Friedehorstpark                      | Burglesum / St. Magnus                       | 1875             | 9               |
|      | Focke-Garten                         | Mitte                                        | 1950             |                 |
|      | Friedhof Gröpelingen                 | Gröpelingen                                  | 1902             | 1               |
|      | Grünzug West                         | Gröpelingen, Walle                           | 1953             | ~ 20            |
|      | Park Gut Hodenberg                   | Oberneuland                                  | 1906             | 7               |
|      | Gut Riensberg                        | Schwachhausen / Riensberg                    | 1599             |                 |
|      | Hansegarten                          | Walle / Utbremen                             | 1953             |                 |
|      | Landsitz Hasse                       | Oberneuland                                  | 1790, 1880       |                 |
|      | Heinekens Park                       | Oberneuland                                  | 18. Jh.          | 2,7             |
|      | Hohentorspark                        | Neustadt / Hohentor                          | 1951             | ~ 2,5           |
|      | Holdheimpark                         | Oberneuland                                  | 1809, 2007       | 0,77            |
|      | Höpkensruh                           | Oberneuland                                  | 1785, 1859       | 7               |
|      | Friedhof Huckelriede                 | Neustadt / Huckelriede                       | 1956             | 27,1            |
|      | Huckelrieder Park                    | Neustadt / Huckelriede                       | 19. Jh., 2010    |                 |
|      | Ichons Park                          | Oberneuland                                  | 1768             | 2               |
|      | Jan-Reiners-Park                     | Findorff                                     | 1970er Jahre     |                 |
|      | Kleine Weser und Werdersee           | Neustadt                                     | 1953             |                 |
|      | Knoops Park                          | Burglesum / St. Magnus                       | 1870             | 65              |
|      | Park am Krimpelsee                   | Obervieland / Habenhausen                    | um 1970          | 9               |
|      | Mahndorfer See                       | Hemelingen / Mahndorf                        | 1962             | ~ 28            |
|      | Landgut Marwede                      | Oberneuland                                  | 18. Jh.          |                 |
|      | Menke Park                           | Horn-Lehe / Lehesterdeich                    | 1660, 1994       | 3,36            |
|      | Muhles Park                          | Oberneuland                                  | 1825             |                 |
|      | Nelson-Mandela-Park                  | Schwachhausen                                | 1866             |                 |
|      | Neustadtswallanlagen                 | Neustadt                                     | 1804             | 12              |
|      | Oslebshauser Park                    | Gröpelingen / Oslebshausen                   | 1932             | 10              |
|      | Osterdeich                           | Mitte, Östliche Vorstadt                     | 19. Jh.          | 20              |
|      | Osterholzer Friedhof                 | Osterholz                                    | 1916             | 79,5            |
|      | Park links der Weser                 | Huchting                                     | 1976             | 239             |
|      | Pauliner Marsch                      | Östliche Vorstadt, Obervieland / Habenhausen | 20. Jh.          |                 |
|      | Pellens Park                         | Burglesum / Burgdamm                         | 1927             | 3               |
|      | Rhododendron-Park                    | Horn-Lehe                                    | 1936             | 46              |
|      | Riensberger Friedhof                 | Schwachhausen / Riensberg                    | 1875             | 28,1            |
|      | Schlosspark Sebaldsbrück             | Hemelingen / Sebaldsbrück                    | 1683, 1931       |                 |
|      | Grünanlage am Sodenmattsee           | Huchting                                     | 1962, 2004       |                 |
|      | Stadtgarten Vegesack                 | Vegesack                                     | 1898, 1929       | 2               |
|      | Stadtwaldsee (Uni-Wildniss)          | Horn-Lehe / Lehe                             | 1971             | 11,4            |
|      | Stadtwerder                          | Neustadt                                     | 20. Jh.          |                 |
|      | Tamra-Hemelingen-Park                | Hemelingen                                   |                  | 2013            |
|      | Theatergarten                        | Mitte                                        | 1966             |                 |
|      | Trupen-Park                          | Huchting / Kirchhuchting                     | 20. Jh.          |                 |
|      | Überseepark                          | Walle / Überseestadt                         | 2014             | 2,5             |
|      | Utbremer Grün                        | Walle / Utbremen                             | 1955             |                 |
|      | Vahrer Grün + Vahrer See             | Vahr / Neue Vahr Südost                      | 1962             |                 |
|      | Waldfriedhof Blumenthal              | Blumenthal / Lüssum-Bockhorn                 | 1966             | 11              |
|      | Wallanlagen                          | Mitte                                        | 1803             |                 |
|      | Waller Friedhof                      | Walle                                        | 1872             | 29              |
|      | Waller Park                          | Walle                                        | 1833, 1928       | 29              |
|      | Wätjens Park                         | Blumenthal, Vegesack.                        | 1830, 1917       | 35              |
|      | Wätjens Schlosspark                  | Blumenthal                                   | 1916             |                 |
|      | Wehrpromenade                        | Hemelingen, Hastedt                          | 1911             |                 |
|      | Weseruferpark Rablinghausen          | Woltmershausen / Rablinghausen               | 1970             | 22              |
|      | Grünanlage Westerdeich               | Woltmershausen / Rablinghausen               | 2006             |                 |
|      | Wolfskuhlenpark                      | Obervieland / Kattenturm                     | 16. Jh., 2003    | 3               |